# إبراهيم منيب الباجه جي
إبراهيم-منيب أحمد سليم الباجه جي (1875 - 1948) شاعر وكاتب عراقي. ولد ببغداد فنشأ بها ودخل الكتاتيب فتعلم القراءة والكتابة ثم عهد به أبوه إلى معلمين خصوصيين، ثم دخل المدارس الحكومية. ترك الدراسة وعين كاتبًا في قلم ولاية بغداد. وتقدم في وظيفته حتى 1906 حيث استقال ودخل الصحافة وكتب مقالات وقصائد. أصدر مجلة باسم الرياحين ثم اغلقت ودخل الزراعة وعمل الحر. رجع إلى وظيفته فعين في 1917 مفتشا للشرطة ثم استقال وعين كاتبًا في دائرة الأحكام لوزارة الدفاع واستمر فيها حتى عام 1937. توفي في بغداد ودفن فيها. له مجموعة شعرية وعدة مؤلفات.

## سيرته
هو إبراهيم منيب بن أحمد بن سليم بن عبد الرحمن بن عثمان بن مراد بن أمين الشهير بالباجه جي/الباچه چي/الباشجي. ينتمي إلى بطن العبدة من عشيرة شمر والتي موطنها الأصلي نجد. ولد ببغداد عام 1293 هـ / 1875 م في قصر اجداده المعروف بقصر التماثيل، وهو أصغر أولاد أبيه فنشأ بها وعني بتربيته وادخله عند الكتاتيب فتعلم القراءة والكتابة، ثم عهد به إلى معلمين خصوصيين ليلقنوه مبادئ العلوم، ثم دخل إحدى المدارس الحكومية، وعلى أثر ضربة المعلم له انحرفت صحته وانقطع عن الدراسة، غير أن اخاه عبد القادر أخذ يرافقه ويغذيه، والتزم بمصاحبه له حتى في الدوام عند ما كان موظفًا في قلم التحرير في ولاية بغداد، وعند ما آنس منه الاستعداد توسط له فعين كاتبًا في قلم الولاية. وفي عام 1895 استقال من الخدمة وعزم على السفر إلى إسطنبول لدخول كلية الحقوق وعند وصوله لها عرض له مرض أخرّه عن موعد قبول الطلبة في تلك السنة، وصمم ثانية بعد سنة فلم يفلح لنشوء أسباب عائلية. وأخيرًا عين في عام 1899 بوظيفة مسوّد في دائرته الأولى، فقفل راجعًا إلى بغداد فتسلمها بتاريخ أول مارس 1901 وفي خلال مكثه بإسطنبول كتب رسالة بالتركية بعنوان استنانبولدن نصل كلدم ضمنها مشاهداته ومسموعاته. واخذ يتدرج بالمناصب إلى أن حصل على درجة رفيق ثالث في قلم الولاية وبقي حتى عام 1906. واستقال بعد هذه السنة فاتجه الأدب والخدمة العامة فأخذ بشنر في الصحف والمجلات مقالات وقصائد، واخيراً أصدر مجلة باسم الرياحين استمرت مدة ثم اغلقها المجلس العسكري أبان الحرب العالمية الأولى. وعلى أثر ذلك ترك الصحافة وعمل في الزراعة ولكنه لم يفلح فقد خسر جميع أمواله. واضطر أخيرًا إلى الرجوع للوظيفة فعين بتأريخ 20 نيسان 1917 من قبل الحكومة المنتدبة البريطانية مفتشا في الشرطة براتب مائة روبية. ولم يستمر على البقاء فيها فاستقال بتاريخ 41 تموز من العام نفسه. وفي أول نيسان من عام 1921 عين كاتبًا في دائرة نيابة الأحكام لوزارة الدفاع، واستمر فيها يترفع إلى عام 1937. حيث أحيل على التقاعد وفي 3 تموز 1937 اعيد استخدامه في وظيفته السابقة.
توفي في بغداد عام 1367 هـ/ 1948 م ودفن بها.

## شعره
له شعر مجيد مطبوع، تطرق في النظم إلى كثير من الأغراض الشعرية وأجاد في بعضها. من شعره بعنوان عش وحيدًا:

## مؤلفاته
- التبصرة لمتولعي الخمرة
- نزهة الأحداق في مباحث السباق
- زنابق الحقل
- مجموعة شعره
- استنانبولدن نصل كلدم، بالتركية العثمانية

## وصلات خارجية
- في موقع أرشيف المجلات